# Moncale
Moncale är en kommun i departementet Haute-Corse på ön Korsika i Frankrike. Kommunen ligger i kantonen Calenzana som tillhör arrondissementet Calvi. År 2022 hade Moncale 342 invånare.

## Befolkningsutveckling
Antalet invånare i kommunen Moncale
Referens:INSEE